# Mecham Island
Mecham Island är en ö i Kanada.   Den ligger i territoriet Nunavut, i den norra delen av landet, 3 400 km nordväst om huvudstaden Ottawa. Arean är 19,4 kvadratkilometer.
Terrängen på Mecham Island är mycket platt. Öns högsta punkt är 31 meter över havet. Den sträcker sig 3,0 kilometer i nord-sydlig riktning, och 9,9 kilometer i öst-västlig riktning.
Trakten runt Mecham Island är nära nog obefolkad, med mindre än två invånare per kvadratkilometer.